# George Grey-Turner
Pour les articles homonymes, voir Grey et Turner.
George Grey-Turner (8 septembre 1877 – 24 août 1951) médecin et chirurgien britannique.

## Biographie
Nommé MB et BS en 1898, ensuite MS en 1901, Grey-Turner est élu fellow du Collège royal de chirurgie (FRCS) en 1903. Lors de son affection au Royal Army Medical Corps durant la Grande Guerre il est promu au rang de colonel, puis DCh (honoris causa, Dunelm).
Professeur en chirurgie à l'université de Durham puis à Londres, Grey-Turner est, en Grande-Bretagne, plus connu comme auteur de l'œuvre : "Some encouragements in Cancer surgery".
Célèbre chirurgien, George Grey-Turner est deux fois président de la Medical Society of London.